# Дигидрокодеин
Дигидрокодеин — полусинтетический опиоидный анальгетик, изобретённый в Германии в 1908 году и выпущенный на рынок в 1911 году. Прописывался при послеоперационных болях, сильной одышке и в качестве противокашлевого средства. Тартрат дигидрокодеина входил в состав некоторых комбинированных препаратов. В некоторых странах используется, как альтернативный метадону препарат для лечения опиоидной зависимости.
Выпускается в виде таблеток, растворов и других форм для орального применения, в некоторых странах также в виде растворов для подкожных и внутримышечных инъекций. В прошлом выпускался в виде суппозиториев. Как и в случае с кодеином, следует избегать внутривенного введения, так как это может привести к анафилактическому шоку и отёку лёгких.
Дигидрокодеин был разработан после интенсивных исследований, проводимых в Центральной Америке в 1895—1915 годах, направленных на поиск эффективных противокашлевых средств, особенно для уменьшения распространения таких заболеваний, как туберкулёз, коклюш, пневмония и им подобных, которые были бы похожи на кодеин по своей химической структуре. В зависимости от метаболизма, сила дигидрокодеина составляет 100—150% от силы кодеина. Хотя дигидрокодеин имеет чрезвычайно активные метаболиты, такие как дигидроморфин и дигидроморфин-6-глюкуронид (его сила в сотню раз больше), они появляются в столь малых количествах, что не оказывают клинически важных эффектов.
В России дигидрокодеин входит в Список II Перечня наркотических средств, психотропных веществ и их прекурсоров, подлежащих контролю в Российской Федерации (оборот ограничен).

## Показания к применению
Применяется при болях: от умеренных до умеренно сильных, как средство против кашля и затруднённого дыхания. Так же как и другие препараты этой группы, противокашлевые дозы меньше, чем анальгетические. Сильное противокашлевое средство, как и другие быстродействующие препараты кодеиновой группы и родственные им, такие как гидрокодон, оксикодон, этилморфин, препараты на опиумной основе и сильные препараты, вроде гидроморфона.
В России зарегистрированы таблетки дигидрокодеина для снятия боли, однако реально они не используются.

## Побочные эффекты
Побочные эффекты дигидрокодеина мало отличаются от таковых у всех остальных опиоидов.

## Химия
На основе дигидрокодеина можно получить целую серию препаратов умеренной силы, включая гидрокодон, никокодеин, тебаин, ацетилдигидрокодеин и другие.
С точки зрения органической химии, удаление двойной связи делает структуру более стабильной. Препарат более устойчив к метаболизму (поэтому он действует около 6 часов, в отличие от 4 у кодеина). Так же более устойчив к кислотным и температурным воздействиям. Если превращение кодеина в морфин в организме — процесс трудный и малопроизводительный, то превращение дигидрокодеина в дигидроморфин происходит с высокими результатами (около 95%).